# کورکور دودندانه
کورکور دودندانه (نام علمی: Harpagus bidentatus) گونه‌ای از پرندگان شکاری در زیرتیرهٔ بازیان (Accipitrinae)، بازهای «راستین» از تیرهٔ بازان (Accipitridae) است. از مکزیک مرکزی تا آمریکای مرکزی تا بیشتر شمال و شرق آمریکای جنوبی یافت می‌شود.

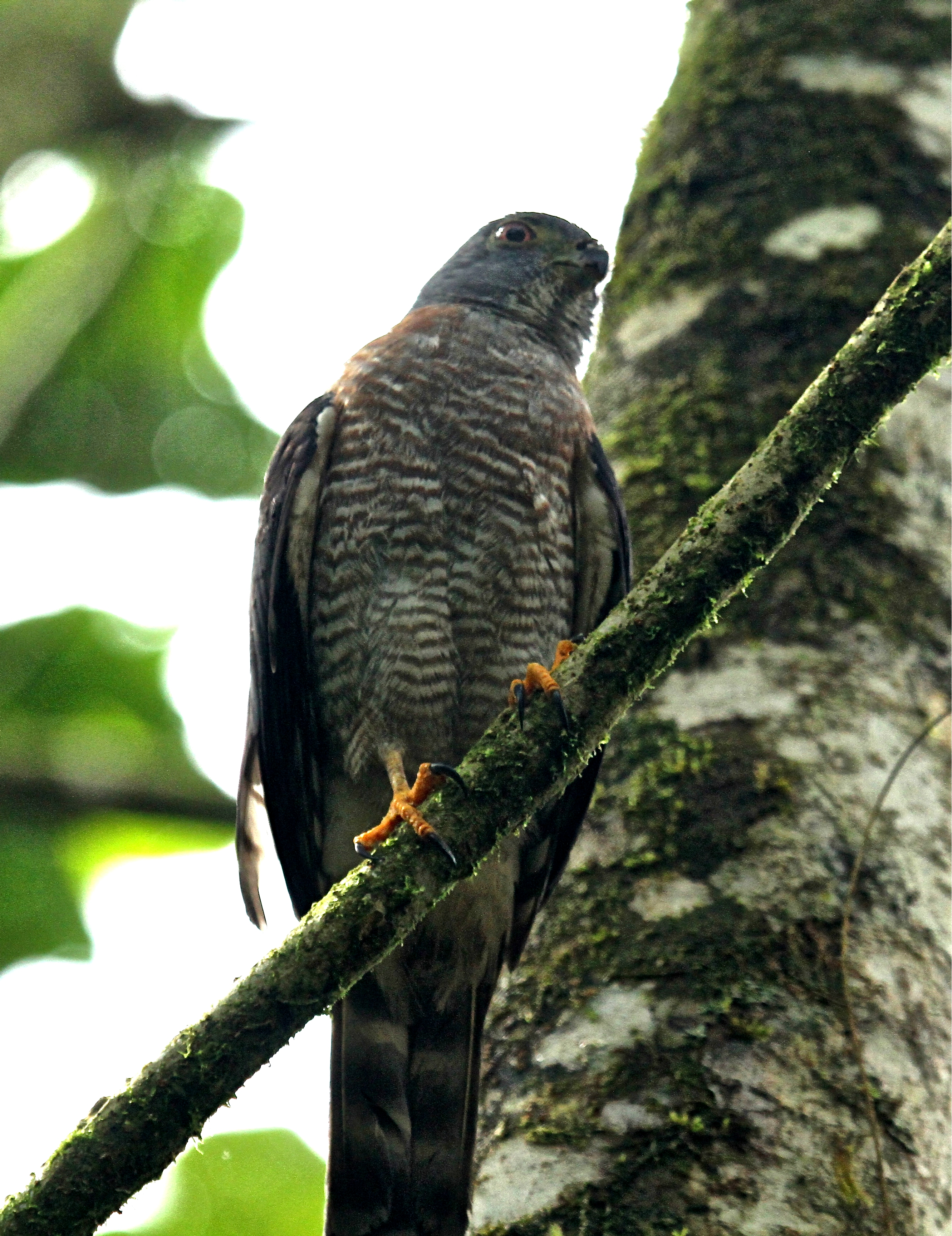
ذخیره‌گاه سیلانچه - اکوادور